# Anna Asp
Anna Margareta Birgitta Asp, född 16 maj 1946 i Segersta församling i Gävleborgs län, är en svensk scenograf som även varit verksam internationellt. År 1984 fick hon en Oscar för bästa scenografi  i Ingmar Bergmans Fanny och Alexander.

## Karriär
Asp, som är dotter till Einar Asp, utbildade sig i början på 1970-talet till filmscenograf vid Svenska filminstitutets filmskola. Hon arbetade som rekvisitör på några långfilmer och gjorde sedan scenografin till Roy Anderssons Giliap (1975). 1982 samarbetade hon med Ingmar Bergman på Fanny och Alexander, vilket skulle förläna henne en oscarsstatyett. 
Därefter följde en rad filmproduktioner.  Asp har arbetat med internationella storfilmer som Andrej Tarkovskijs Offret (1986) och Bille Augusts Andarnas hus (1993); TV-serier som Arn (2008) och  Wallander (2009) och svenska långfilmer som Ondskan (2003) och Svinalängorna (2010). 2012 var hon produktionsdesigner för den norska TV-serien Halvbrodern.
Anna Asp har mottagit två Guldbaggar (1993, 2004), de två danska filmpriserna Bodil (1987) och Robert (1987) samt en Oscar (1984). År 2001 promoverades hon till hedersdoktor vid Konstindustriella högskolan i Helsingfors.
Asp tilldelades 2008 Teaterförbundets guldmedalj för "utomordentlig konstnärlig gärning".
Hon är mor till producenten Frida Asp i ett förhållande med filmskaparen John O. Olsson.

## Teater

### Scenografi och kostym
| År   | Produktion                    | Upphovsmän                            | Regi              | Teater                                        | Noter                                     |
| ---- | ----------------------------- | ------------------------------------- | ----------------- | --------------------------------------------- | ----------------------------------------- |
| 1972 | Jorden runt på 80 dagar       | Bengt Ahlfors                         | Jonas Cornell     | Stockholms stadsteater                        | Scenografi tillsammans med Lotta Melanton |
| 2001 | Komisk talang Comic Potential | Alan Ayckbourn                        | Agneta Ehrensvärd | Dramaten                                      | Scenografi                                |
| 2008 | Lögn i helvete                | Anthony Neilson                       | Lars Amble        | Vasateatern, senare flyttad till Chinateatern | Scenografi och kostym                     |
| 2012 | Tribadernas natt              | Per Olov Enquist                      | Thommy Berggren   | Stockholms stadsteater                        | Scenografi och kostym                     |
| 2014 | Livet är en schlager          | Jonas Gardell och Fredrik Kempe       | Jonas Gardell     | Cirkus, Stockholm                             | Scenografi                                |
| 2016 | Bullets over Broadway         | Woody Allen Översättning Calle Norlén | Emma Bucht        | Göta Lejon                                    | Scenografi                                |

## Om Anna Asp

### Filmer
- Bygga bilder, dokumentärfilm av Kerstin Eriksdotter om arbetet med scenografin till Tarkovskijs Offret. Produktion Svenska Filminstitutet 1990.

### Böcker
- Peter Ettedgui (ed.): Production Design and Art Direction. Focal Press (Screencraft Series) 2001. Ett kapitel i boken handlar om Anna Asps scenografier och arbetsmetod.  ISBN 0-240-80400-7